# 張楙
張楙（1518年—1560年），字子培，直隸蘇州府嘉定縣人，民籍，明朝政治人物。

## 生平
嘉靖十六年（1537年）丁酉科應天府鄉試第五十二名舉人，二十九年（1550年）庚戌科進士，授福建福清縣知縣，丁憂服闕，調浙江孝豐縣（今屬安吉縣）。升南京兵部職方司主事，官至車駕司員外郎。

## 家族
曾祖父張璠；祖父張鎧；父親張沄，曾任歲貢生。嫡母李氏；生母邵氏。具庆下。兄张梓（鸿胪寺署丞）。弟楚、麓。